# Anatóliai hófény
Az anatóliai hófény (Scilla forbesii) az egyszikűek (Liliopsida) osztályának spárgavirágúak (Asparagales) rendjébe, ezen belül az amarilliszfélék (Amaryllidaceae) családjába tartozó faj.

## Rendszertani eltérés
Ezt a növényfajt, amint magyar neve is utal rá, korábban a hófények (Chionodoxa) közé sorolták be, azonban manapság a csillagvirágok (Scilla) nemzetségébe tartozik. Valószínűleg az anatóliai hófény és a Scilla siehei egy és ugyanaz a faj, így az utóbbi taxon szinonimának számít.

## Előfordulása
Az anatóliai hófény eredeti előfordulási területe Törökországban van. Közkedvelt kerti dísznövény, emiatt sokfelé termesztik. Vadonnövő állományai jöttek létre a következő országokban, illetve államokban: Csehország, Németország, Szlovákia és Vermont.

## Megjelenése
Évelő hagymás növényfaj. A virágzó szára 10,5 centiméter magas, míg a két levele 12 centiméter hosszú és 2 centiméter széles. Egy-egy száron akár 12 darab virág is lehet. A fehérszemű hófénytől (Scilla luciliae) eltérően, melynek liláskékek a szirmai, az anatóliai hófényé sötétkék színűek, viszont amint a másik fajnál, ennek is a sziromtöve fehér, ilyenformán „szemet” alkotva. A virág átmérője 3 centiméteres, és a szirom hossza 1,3 centiméter. Kora tavasszal nyílik, az év további szakaszait hagymagumóként tölti.